# Lithodes wiracocha
Lithodes wiracocha is een tienpotigensoort uit de familie van de Lithodidae. De wetenschappelijke naam van de soort is voor het eerst geldig gepubliceerd in 1974 door Haig.